# 奧拉托里奧德康塞普西翁
奧拉托里奧德康塞普西翁（西班牙語：Oratorio de Concepción），是薩爾瓦多的城鎮，位於該國中部，由庫斯卡特蘭省負責管轄，面積24.32平方公里，海拔高度590米，2007年人口3,578，人口密度每平方公里147.12人。
13°49′N 89°4′W / 13.817°N 89.067°W